# Palazzo Pretorio (Cividale del Friuli)

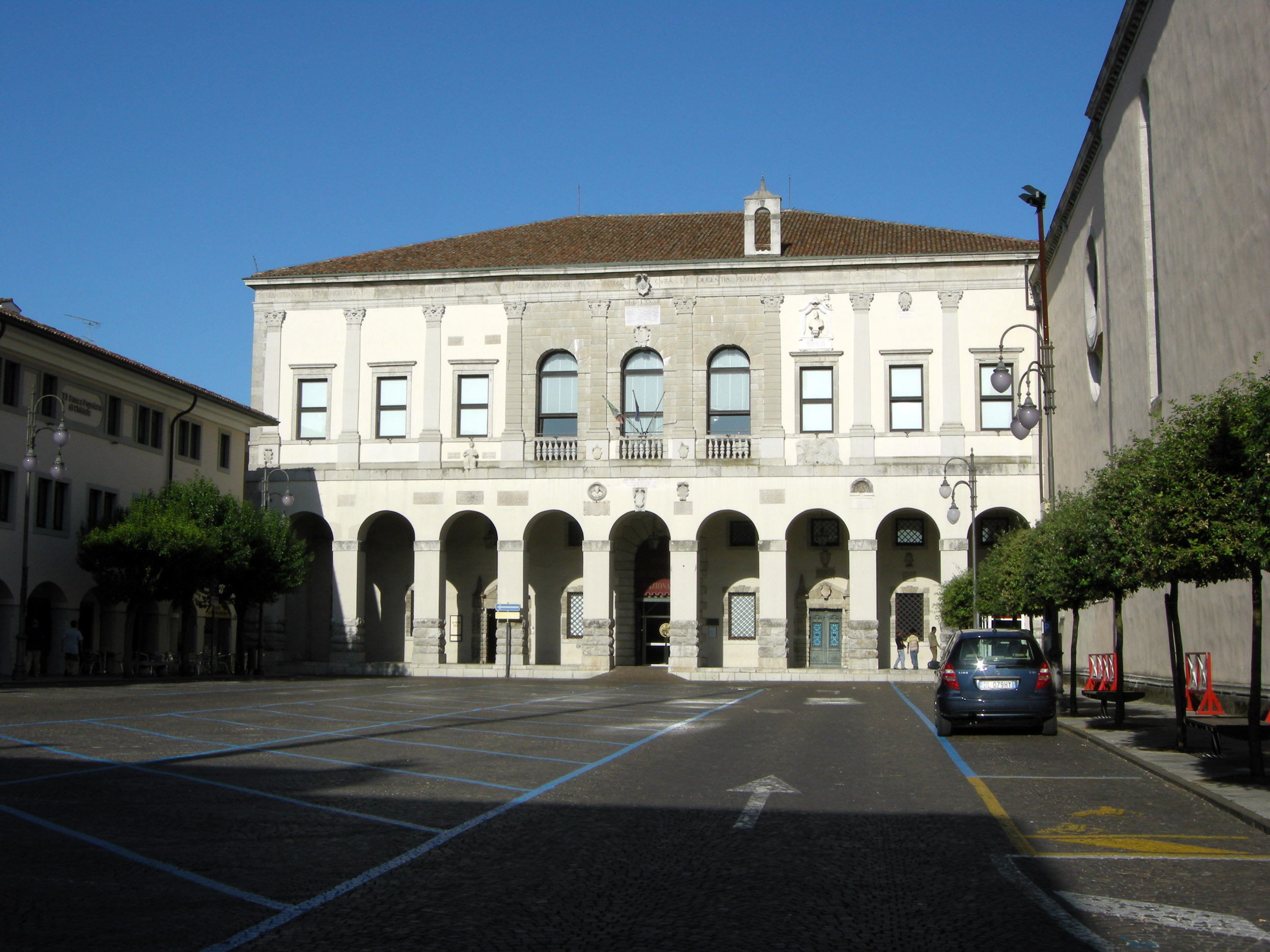
Fachada do Palazzo Pretorio.

O Palazzo Pretorio, também conhecido como Palazzo dei Provveditori Veneti, é um palácio italiano situado em Cividale del Friuli e atribuido ao arquitecto Andrea Palladio. Terá sido projectado em 1564 e realizado entre 1565 e 1586. Desde 1990 é sede do Museu Arqueológico Nacional (Museo archeologico nazionale) de Cividale.
É Giorgio Vasari quem testemunha a existência dum projecto de Andrea Palladio para o Palazzo Pretorio de Cividale. Este teria realizado um modelo e estaria presente na colocação da primeira pedra. A vontade do cívico Consiglio de construir o Palazzo Pretorio remonta a 1559, mas o inicio dos trabalhos teve que esperar por Março de 1565, quando foi conseguida a cobertura financeira. O palácio foi concluido em 1586.
Não é certamente fácil encontrar a mão palladiana no edifício, ainda que a singular base dos arcos do pórtico, em bugne de pedra, pudesse derivar dos estudos palladianos sobre a antiguidade romana da Dalmácia e especificamente do Anfiteatro de Pula. O que parece possivel é que a execução tenha sido feita fora do controle de Palladio e sem particular respeito pelo projecto original.